# Secretariaat van de Communistische Partij van de Sovjet-Unie
Het Secretariaat van het Centraal Comité van de Communistische Partij van de Sovjet-Unie (Russisch: Секретариат ЦК КПСС; Sekretariat TsK KPSS) was een van de belangrijkste organen van de Communistische Partij van de Sovjet-Unie. Het Secretariaat was verantwoordelijk voor de centrale administratie van de partij, dit in tegenstelling tot het Politbureau, dat over het beleid ging.

## Organisatie en geschiedenis
De leden van het Secretariaat werden gekozen door het Centraal Comité. Het Secretariaat ging ook over de kandidaatstellingen van personen op bestuurlijke of partijposten en over lidmaatschappen en royementen. In het Secretariaat, dat gevestigd was aan de Staraja Plosjtsjad, brachten partijleiders van provincies, districten en republieken verslag uit over de economische voortgang van hun gebied.
De leiding van het Secretariaat lag bij de secretaris-generaal, die ook lid was van het Politbureau en ook als hun voorzitter optrad. De secretaris-generaal van de CPSU was de facto partijleider van de partij en tevens de machtigste man van de USSR. De vier laatste leiders van de CPSU en de Sovjet-Unie, Leonid Brezjnev, Joeri Andropov, Konstantin Tsjernenko en Michail Gorbatsjov waren allen eerst secretaris (=lid van het Secretariaat) en lid van het Politbureau voordat zij secretaris-generaal werden.
Het Secretariaat werd op 6 augustus 1917 in het leven geroepen. Het eerste Secretariaat bestond uit vijf personen (waaronder één vrouw). Dit Secretariaat ging over technische zaken, zoals de coördinatie van activiteiten van lokale afdelingen van de CPSU en het afhandelen van lopende zaken.
In 1922 werden de bevoegdheden van het Secretariaat drastisch uitgebreid en veranderde dit lichaam in een van de machtigste van de CPSU. Op 3 april 1922 werd Stalin in het Secretariaat gekozen en tevens de eerste secretaris-generaal. Na de dood van Lenin in januari 1924 werd de secretaris-generaal definitief de machtigste man van de CPSU en van de Sovjet-Unie.

## Eerste Secretariaat 6 augustus 1917 tot 5 april 1920
|    | Afbeelding | Persoon                                                      | Toetredingsdatum | Doodsoorzaak                                                    |
| -- | ---------- | ------------------------------------------------------------ | ---------------- | --------------------------------------------------------------- |
| 1. |            | Feliks Edmoendovitsj Dzerzjinski                             | 06-08-1917       | hartaanval (onder natuurlijke omstandigheden overleden) in 1927 |
| 2. |            | Matvei Moeranov                                              | 06-08-1917       | overleden onder natuurlijke omstandigheden in 1959              |
| 3. |            | Jakov Sverdlov                                               | 06-08-1917       | Spaanse griep in 1919                                           |
| 4. |            | Adolf Joffe (kandidaat-lid)                                  | 06-08-1917       | zelfmoord in 1927                                               |
| 5. |            | Elena Stasova (kandidaat-lid, daarna lid en hoofdsecretaris) | 06-08-1917       | overleden onder natuurlijke omstandigheden in 1966              |
| 6. |            | Nikolaj Krestinski (hoofdsecretaris)                         | 29-11-1919       | geëxecuteerd in 1938                                            |

## Noot
1. ↑  Leed aan ernstige depressies.

## Bron
- Geschiedenis en instellingen van Rusland en de Sovjet-Unie, 1990, door Jan Neckers (uitgegeven door de BRT en de Teleac)

Partijcongres · Centraal Comité · Secretariaat · Politbureau · Secretaris-generaal